# Jordan Minev
Jordan Minev (in bulgaro Йордан Минев?; Pazardžik, 14 ottobre 1980) è un ex calciatore bulgaro, di ruolo difensore, fratello gemello del calciatore Veselin Minev.

## Carriera

### Club
Dopo aver giocato con varie squadre di club, nel 2010 si trasferisce all'Ironi Kiryat Shmona, squadra del campionato israeliano.

### Nazionale
Conta ventiquattro presenze con la Nazionale bulgara.

## Palmarès

### Club

#### Competizioni nazionali
- A Profesionalna Futbolna Grupa: 6

Ludogorets: 2011-2012, 2012-2013, 2013-2014, 2014-2015, 2015-2016, 2016-2017
- Coppa di Bulgaria: 2

Ludogorets: 2011-2012, 2013-2014
- Supercoppa di Bulgaria: 2

Ludogorets: 2012, 2014